# Michael K. Williams
Pour les articles homonymes, voir Michael Williams et Williams.
Michael K. Williams, né le 22 novembre 1966 à Flatbush et mort le 6 septembre 2021 à Brooklyn, est un acteur américain.
Il est connu en particulier pour son rôle d'Omar Little (en) dans la série américaine Sur écoute (The Wire) et de Chalky dans Boardwalk Empire.

## Biographie

### Débuts
Il est né à Brooklyn, son père vient de Caroline du Sud et sa mère de Nassau.

### Carrière
Après quelques apparitions au cinéma et à la télévision durant la fin des années 1990, il décroche en 2002 un rôle dans une nouvelle série dramatique de la chaîne HBO, Sur écoute (The Wire). Le programme est acclamé par la critique, et le personnage d'Omar Little s'impose comme une figure majeure de l'univers développé durant cinq saisons.
Il parvient ainsi à apparaitre dans une multitude de grosses productions. Mais c'est à la télévision qu'il continue à se voir confier des rôles vraiment développés : dès 2008 dans l'unique saison de la série d'action Kill Point : Dans la ligne de mire ; en 2009 dans la tout aussi éphémère série judiciaire The Philanthropist ; puis surtout en 2010 dans la série historique Boardwalk Empire, produite par Martin Scorsese. La série dure cinq saisons sur la chaîne HBO, permettant au comédien d'incarner le protagoniste Albert « Chalky » White jusqu'en 2014.
Parallèlement, il s'essaye à la comédie : il prête ses traits à un professeur de biologie dans trois épisodes de la troisième saison de Community en 2011 ; incarne un révérend dans l'éphémère Walk This Way en 2013 ; et enfin participe à la mini-série parodique The Spoils Before Dying en 2015.
En 2013, il est recruté par Electronic Arts pour jouer le rôle du Staff Sergeant Kimble 'Irish' Graves dans le célèbre FPS Battlefield 4.
En 2016, il tient l'un des rôles titre de la série d'action Hap and Leonard. Il participe aussi à deux séries évènement : When We Rise, réalisée par Gus Van Sant pour la chaîne ABC, ainsi que l'acclamé polar The Night Of, développé par Steven Zaillian et Richard Price.
En avril 2018, il fait partie du premier jury du Festival Canneséries, sous la présidence d'Harlan Coben.
Au cinéma, il a joué dans À tombeau ouvert, Gone Baby Gone, La Route, L'Incroyable Hulk, Twelve Years a Slave, L'Élite de Brooklyn, RoboCop, American Nightmare 2: Anarchy, Inherent Vice, Triple 9, SOS Fantômes, Assassin's Creed, Brooklyn Affairs et Opération Brothers.
A la télévision, il a fait des apparitions dans les séries : Les Soprano, Boston Justice, Alias, New York, unité spéciale et Community.

### Mort
Il est retrouvé mort à 54 ans, dans son appartement à Williamsburg (Brooklyn), le 6 septembre 2021,. L'enquête post-mortem établit comme probable la mort par overdose, après la découverte de stupéfiants dans la pièce où se trouvait le corps de l'acteur. Son corps contenait du fentanyl, de l'héroïne, et de la cocaïne. L'overdose est jugée accidentelle.

## Filmographie

### Cinéma

#### Longs métrages
- 1996 : Bullet de Julien Temple : Un homme
- 1999 : À tombeau ouvert (Bringing Out the Dead) de Martin Scorsese : Le dealer
- 2000 : Broke Even de David Feldman : Kenny
- 2004 : Doing Hard Time (en) de Preston A. Whitmore II : Curtis Craig
- 2005 : The Orphan King de
- 2006 : Mercenary (Mercenary for Justice) de Don E. FauntLeRoy : Samuel Kay
- 2006 : The Bondage (en) d'Eric Allen Bell (en) : Willie
- 2006 : 5up 2down de Steven Kessler : Terance
- 2007 : Gone Baby Gone de Ben Affleck : Devin
- 2007 : Je crois que j'aime ma femme (I Think I Love My Wife) de Chris Rock : Teddy
- 2008 : Miracle à Santa Anna (Miracle at St. Anna) de Spike Lee : Tucker
- 2008 : L'Incroyable Hulk (The Incredible Hulk) de Louis Leterrier * 2008 : Miracle à Santa Anna (Miracle at St. Anna) de Spike Lee : Un homme dans Harlem
- 2008 : Belly 2: Millionaire Boyz Club d'Ivan Frank : Tone
- 2009 : Transplantation (Tell-Tale) de Michael Cuesta : Acherton
- 2009 : Life During Wartime de Todd Solondz : Allen
- 2009 : La Route (The Road) de John Hillcoat : Le voleur
- 2009 : A Day in the Life (en) de Sticky Fingaz : Mike
- 2009 : Addicts d'Ali Askari : Lil J
- 2009 : The Perfect Age of Rock 'n' Roll de Scott D. Rosenbaum : Sonnyboy
- 2009 : A Kiss of Chaos de Ricardo Sean Thompson : Demetrius
- 2009 : Wonderful World (en) de Joshua Goldin : Ibu
- 2010 : L'Élite de Brooklyn (Brooklyn's Finest) d'Antoine Fuqua : Red
- 2012 : Luv de Sheldon Candis : Détective Holloway
- 2012 : You're Nobody 'til Somebody Kills You de Michael A. Pinckney : Ad
- 2013 : Twelve Years a Slave de Steve McQueen : Robert
- 2013 : Infiltré (Snitch) de Ric Roman Waugh : Malik
- 2013 : They Die by Dawn de Jeymes Samuel : Nat Love
- 2014 : RoboCop de José Padilha : Jack Lewis
- 2014 : Secret d'État (Kill the Messenger) de Michael Cuesta
- 2014 : American Nightmare 2: Anarchy (The Purge: Anarchy) de James DeMonaco : Carmelo
- 2014 : Inherent Vice de Paul Thomas Anderson : Tariq Khalil
- 2014 : The Gambler de Rupert Wyatt : Neville
- 2014 : Time Out of Mind d'Oren Moverman : Mike
- 2015 : Anesthesia de Tim Blake Nelson : Jeffrey
- 2015 : Captive de Jerry Jameson : Inspecteur John Chestnut
- 2016 : Triple 9 de John Hillcoat : Sweet Pea
- 2016 : SOS Fantômes (Ghostbusters) de Paul Feig : Agent Hawkins
- 2016 : Assassin's Creed de Justin Kurzel : Moussa
- 2016 : When the Bough Breaks de Jon Cassar : Roland White
- 2016 : The Land de Steven Caple Jr. : Pops
- 2018 : Un héros ordinaire (The Public) d'Emilio Estevez : Jackson
- 2018 : Superfly de Director X : Scatter
- 2019 : Opération Brothers (The Red Sea Diving Resort) de Gideon Raff : Kabede Bimro
- 2019 : Brooklyn Affairs (Motherless Brooklyn) d'Edward Norton : L'homme qui fait de la trompette
- 2020 : Arkansas de Clark Duke : Almond
- 2020 : Critical Thinking de John Leguizamo : Mr Roundtree
- 2021 : Body Brokers de John Swab : Wood
- 2022 : Breaking d'Abi Damaris Corbis : Eli Bernard
- 2023 : Surrounded d'Anthony Mandler : Will Clay

#### Courts métrages
- 2005 : Guile de Jeff Wise : Ken
- 2008 : KeAnthony: A Hustlaz Story de John "Dr. Teeth" Tucker : Shawn
- 2011 : Bayou Black de Jonas Carpignano : Willy Jones
- 2012 : W8 (Weight) de Rik Cordero : Derrick Jones
- 2012 : Nobody's Nobody's d'Ari Issler : Emeka
- 2013 : The Devil Goes Down de Nicky Julius : Le diable
- 2013 : Fairfield County d'Antonio Macia : Leonard
- 2016 : Against the Wall de Gerard Bush : L'homme
- 2019 : Father de Jim St. Germain : Le grand-père
- 2019 : About The People de Sterling Milan : Le sénateur
- 2024 : The Brown Dog de Nadia Hallgren et Jamie-James Medina : Personne (voix)

### Télévision

#### Séries télévisées
- 1997 / 2001 / 2009 : New York, police judiciaire (Law & Order) : Delmore Walton (saison 8, épisode 8) / Marcus Cole (saison 11, épisode 14) / Charles Cole (saison 20, épisode 3)
- 2001 : Les Soprano (The Sopranos) : Ray-Ray (saison 3, épisode 13)
- 2001 : Enquêtes à la une (Deadline) : Darin (saison 1, épisode 8)
- 2002 : New York 911 (Third Watch) : Un policier (saison 3, épisode 15)
- 2002 - 2008 : Sur écoute (The Wire) : Omar Little
- 2003 / 2006 : New York, unité spéciale (Law & Order: Special Victims Unit) : "Double-D" Gamble (saison 5, épisode 11) / John Victor Bodine (saison 8, épisode 7)
- 2005 : Boston Justice : Randall Kirk (saison 1, épisodes 1, 2 et 12)
- 2005 : Alias : Roberts (saison 4, épisodes 14 à 16)
- 2005 / 2010 : Les Experts (CSI: Crime Scene Investigation) : Ronnie (saison 5, épisode 20) / Laurent / Paul (saison 10, épisode 19) /
- 2006 - 2007 : Six Degrees : Michael (saison 4, épisodes 14 à 16)
- 2007 : Kill Point : Dans la ligne de mire (The Kill Point) : Quincy
- 2008 : Les Experts : Manhattan (CSI: NY) : Reggie Dunham (saison 5, épisode 9)
- 2008 : Human Giant : Chris Barksdale (saison 2, épisode 3)
- 2009 : The Philanthropist : Dax Vahagn
- 2010 - 2014 : Boardwalk Empire : Albert « Chalky » White
- 2011 : Detroit 1-8-7 : Clarence Warrenton (saison 1, épisode 15)
- 2011 - 2012 : Community : Professeur Marshall Kane
- 2013 : High School USA! : Lucius (voix)
- 2013 : Walk This Way : Révérend Daniels
- 2014 : Lucas Bros Moving Co : Satan / Un nigérien (voix)
- 2015 : The Spoils Before Dying : Rock Banyon
- 2016 : The Night Of : Freddy Knight
- 2016 : When We Rise : Ken Jones
- 2016 - 2018 : Hap and Leonard : Leonard Pine
- 2017 - 2021 : F is for Family : Smoky Greenwood (voix)
- 2018 : The Guest Book : Gabe
- 2019 : Dans leur regard (When They See Us) : Bobby McCray
- 2020 : Lovecraft Country : Montrose Freeman

#### Téléfilms
- 2005 : Lackawanna Blues de George C. Wolfe : Jimmy
- 2011 : The Cookout 2 de Lance Rivera : Mike
- 2015 : Bessie de Dee Rees : Jack Gee

### Jeux vidéo
- 2013 : Battlefield 4 : Sergent Krimble "Irish" Graves (voix)
- 2020 : NBA 2K21 : Archie Baldwin (voix)
- 2021 : Battlefield 2042 : Sergent Krimble "Irish" Graves (voix)

## Distinctions
- Il a été nommé à quatre reprises aux Primetime Emmy Awards[réf. nécessaire]
- Critics' Choice Television Award 2021 : meilleur acteur dans un second rôle dans une série télévisée dramatique pour Lovecraft Country[6]

## Voix francophones
En France, Jean-Paul Pitolin est la voix régulière de Michael K. Williams, le doublant de 1999 à 2022. Frantz Confiac et Jérôme Pauwels l'ont également doublé à cinq et trois reprises.
En France
| - Jean-Paul Pitolin, dans : - À tombeau ouvert - Mercenary - Gone Baby Gone - Boardwalk Empire (série télévisée) - Infiltré - Twelve Years a Slave - Secret d'État - Bessie (téléfilm) - The Night Of (série télévisée) - SOS Fantômes - Assassin's Creed - Hap and Leonard (série télévisée) - When We Rise (série télévisée) - Opération Brothers - Dans leur regard (mini-série) - Lovecraft Country (série télévisée) - Breaking - Frantz Confiac dans : - L'Élite de Brooklyn - RoboCop - Inherent Vice - American Nightmare 2: Anarchy - The Gambler - F Is for Family (voix) | - Jérôme Pauwels, dans : - Sur écoute (série télévisée) - The Philanthropist (série télévisée) - Battlefield 4 (voix, jeu vidéo) - Gilles Morvan, dans (les séries télévisées) : - Alias - Six Degrees - Lucien Jean-Baptiste dans : - Life During Wartime - Arkansas - Daniel Njo Lobé dans : - Triple 9 - Brooklyn Affairs Et aussi - Christophe Peyroux dans Kill Point : Dans la ligne de mire (série télévisée) |

Au Québec
- Patrick Chouinard dans :
  - RoboCop
  - La Purge : Anarchie

Et aussi
- Martin Desgagné dans Gone Baby Gone
- Dany Michaud dans Esclave pendant douze ans
- Pierre-Étienne Rouillard dans Le Flambeur